# Čaňa
Čaňa és un poble i municipi d'Eslovàquia. Es troba a la regió de Košice, a l'est del país.

## Història
La primera referència escrita de la vila data del 1164.

## Demografia
| Godina             | 1994 | 2004    | 2014    | 2024   |
| ------------------ | ---- | ------- | ------- | ------ |
| Nombre de persones | 4347 | 5013    | 5750    | 6102   |
| Diferència         |      | +15,32% | +14,70% | +6,12% |

| Godina             | 2023 | 2024   |
| ------------------ | ---- | ------ |
| Nombre de persones | 6051 | 6102   |
| Diferència         |      | +0,84% |